# Quartier Boudonville - Scarpone - Libération
Boudonville - Scarpone - Libération est un quartier administratif situé au nord de la ville de Nancy, dans le département de Meurthe-et-Moselle.

## Situation et accès

### Accès
Le quartier est accessible par la rocade Nord-Ouest de Nancy.

## Historique

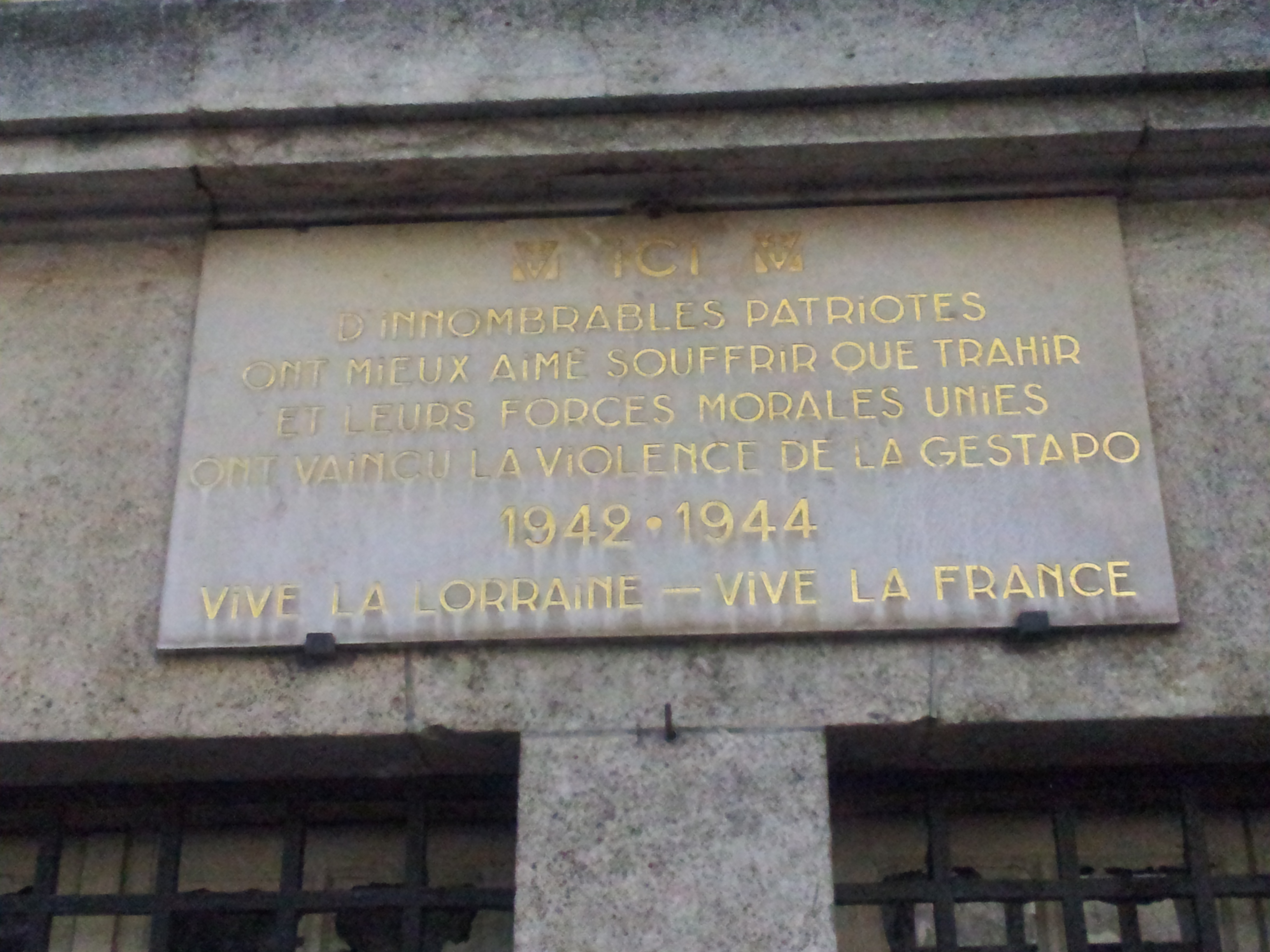
Plaque commémorative sur l'immeuble occupé par la Gestapo, au 58 bis boulevard Albert 1er

Pendant la Seconde Guerre mondiale, la Gestapo avait établi son siège dans l'immeuble situé au 58 Bis Boulevard Albert 1er, à l'angle de la rue de Boudonville. Une plaque commémorative est apposée sur l'immeuble. 

## Établissements
Le quartier abrite quelques organismes comme :
- Un des sièges de l'Université de Lorraine
- Le campus Lettres et Sciences Humaines de l'Université de Lorraine